# Mittelallalin
Le Mittelallalin est un col situé à 3 456 m d'altitude, au-dessus du village de Saas-Fee (Suisse). Le lieu est connu mondialement pour son restaurant panoramique tournant, le plus haut du monde) ainsi que pour son Pavillon de Glace.

## Accès
L'accès au col est assuré par l'Alpin Express ou un téléphérique et le métro alpin. On doit d'abord prendre l'Alpin Express depuis le village de Saas-Fee jusqu'à Felskinn (changement à la station intermédiaire de Morenia - anciennement 'Maste 4'), puis prendre le métro alpin depuis Felskinn jusqu'au Mittelallalin. On peut aussi accéder directement à la station du métro de Felskinn depuis Saas-Fee en prenant le téléphérique situé à quelque 300 m en amont du village.